# ثقبان وجنيان محجريان
الثقبان الوجنيان المحجريان (بالإنجليزية: zygomatico-orbital foramina)‏ هما قناتان في الجمجمة يمكن رؤية فتحتيهما على الزائدة المحجرية للعظم الوجني.
إحدى هاتين القناتين تنفتح على الانخفاض الصدغي (بالإنجليزية: temporal fossa)‏، و الأخرى تنفتح على السطح الخدي للعظم الوجني.
القناة الأولى يمر عبرها العصب الوجني الصدغي (بالإنجليزية: zygomaticotemporal nerve)‏، بينما القناة الثانية يمر عبرها العصب الوجني الوجهي (بالإنجليزية: zygomaticofacial nerve)‏.